# Джон Уесли Пауъл
Джон Уесли Пауъл (на английски: John Wesley Powell) е американски геолог, географ, етнограф, езиковед, пътешественик-изследовател, известен най-вече с изследването на горната част на река Колорадо и Големия каньон.

## Биография

### Произход и години на учение (1834 – 1869)
Роден е на 24 март 1834 година в Маунт Морис, окръг Ливингстън в щата Ню Йорк, САЩ, четвъртото дете на английските имигранти Джоузеф Пауъл, шивач, фермер и пътуващ методистки проповедник, и Мери Дийн Пауъл – мисионер. През 1838 г. семейството се премества от щата Ню Йорк в южната част на Охайо, където Пауъл под ръководството на Джордж Кроухам, любител природо-изследовател и учен, насърчава интереса на младия мъж към науката, историята и литературата. През 1846 семейството му се премества в Южен Гроув в щата Уисконсин, където Джон отговаря за семейната ферма, докато баща му пътува за проповеди. Семейството в крайна сметка се заселва в щата Илинойс през 1851 г., а Пауъл става учител там през 1852.
Още през ученическите си години, а след това в колежа, Пауъл участва в редица експедиции по територията на щата Уисконсин и по река Мисисипи. Взема участие в Гражданската война (1861 – 1865) на страната на федералните войски, където загубва дясната си ръка. Завършва военната си кариера със звание майор.

### Изследователска дейност (1869 – 1872)
Пауъл осъществява няколко експедиции в Скалистите планини, като най-значителна от тях е тази през 1869 – 1872. Пътешествието си започва на 24 май 1869, като от град Грийн Ривър (41°32′ с. ш. 109°28′ з. д. / 41.533333° с. ш. 109.466667° з. д.) в щата Уайоминг, се спуска с лодка с петима спътници по река Грийн Ривър до вливането ѝ в Колорадо на (38°11′ с. ш. 109°53′ з. д. / 38.183333° с. ш. 109.883333° з. д.) в щата Юта. От там продължава надолу по течението на Колорадо до устието на десния и приток река Вирджин (36°09′ с. ш. 114°24′ з. д. / 36.15° с. ш. 114.4° з. д.), като изминава общо над 1500 км и описва Гранд каньон.
След две години Пауъл предприема нова експедиция по същия маршрут, която продължава 18 месеца. Извършва картиране на региона, провежда научни изследвания и прави първите фотографии на величествения каньон. Пауъл описва своите две плавания и някои от по-късните си геоложки дейности в басейна на Колорадо в труд, който стават класически „The Exploration of the Colorado River and Its Canyons“ (1875). Той последователно се стреми да увърже геоложкия строеж в басейна на Колорадо с формите на релефа, като по този начин става основоположник на американската геоморфология. Гранд каньон става за него истински „геоложки рай“. Под непосредствените впечатления на Пауъл и неговите сътрудници Елизе Реклю пише:
| „ | На цялото земно кълбо не съществува речен каньон, където явлението ерозия не представлява по-грандиозно зрелище: исполинските размери на прокопаните пропасти, архитектурното разположение на пластовете, „надстрояването една над друга на вавилонски кули“, рязката граница, изрисувана на синия свод на небето, ярките цветове на скалите, не закрити от растителност, причудливите форми на колосалните скулптури, украсяващи могъщите фасади на пясъчника, мрамора, гранита или лавата, – целия този ансамбъл, изменящ вида си всеки час от деня, при всеки завой на реката, представлява величествена и заедно с това странна картина, подобна на която няма да се види никъде на света. | “ |

През 70-те години на ХІХ век провежда още редица експедиции, които пресичат средния басейн на Колорадо във всички направления. Неговите сътрудници геолози, хидрографи и топографи изследват подходите от север и юг към Гранд каньон и откриват през 1872 река Ескаланте, десен приток на Колорадо, стичаща се от платото Акуериес, и планината Хенри, пресичани от 38-ия паралел, с връх Елън (3500 м).

### Следващи години (1872 – 1902)
Освен като военен деятел, изследовател, картограф и писател, Пауъл се самообразова и защитава дисертация по геология, след което става професор по геология.
От 1881 до 1894 е началник на Федералната геоложка служба на САЩ (United States Geological Survey). Освен това се интересува от културата и бита на индианците в Северна Америка, изучава няколко индиански езика, благодарение на което през 1879 е назначен за директор на току-що създаденото Бюро за американска етнология – федерален изследователски институт, изучаващ културата и езиците на индианците в САЩ.
Пауъл умира на 23 септември 1902 година от мозъчен кръвоизлив в летния си дом в Норт Хейвън в щата Мейн. Погребан е в Националното гробище Арлингтън.

## Памет
Неговото име носят многочислени улици в американски градове, планина, музей в град Грийн Ривър и язовир (36°56′ с. ш. 111°29′ з. д. / 36.933333° с. ш. 111.483333° з. д.) на река Колорадо, на границата между щатите Аризона и Юта.